# Agata
Agata je žensko osebno ime.

## Slovenske izpeljanke
Agatija, Agi, Agica, Jagica, Jaga

## Tujejezikovne oblike imena
Agatha (f nem.), Agathe, skrajšano Aggie (f ang.), Agota (madž.), Hota (češ.), Agda, Agna, Agne (šved.), Jaga, Jagica, Agica (hrv.)

## Izvor in pomen imena
Ime Agata, latinsko Agahta izvira iz grškega imena Αγαθη (Agathē). Grško ime povezujejo s pridevnikom αγαθη (agathē) v pomenu besede  »dobra«.

## Pogostost imena
- Po podatkih iz knjige Leksikon imen Janeza Kebra je bilo v Sloveniji leta 1994 611 nosilk imena Agata. Ostale oblike imena, ki so bile v uporabi: Agica (78), Jagica (16) in Jaga (24).
- Po podatkih Statističnega urada Republike Slovenije je bilo na dan 31. decembra 2007 v Sloveniji število ženskih oseb z imenom Agata: 518.[2]

## Slavni nosilci imena
Agatha Christie - Sveta Agata -  Agata, literarna junakinja Tavčarjeve Visoške kronike.

## Osebni praznik
Agata je bilo ime svetnice, device iz Catanije na Siciliji, ki je umrla mučeniške smrti leta 251. God
praznuje 5. februarja.

## Imena cerkva
V Sloveniji je samo ena cerkev sv. Agate, in sicer stoji na pokopališču na Dolskem kot podružnična cerkev sv. Helene v Kannici.